# Belkıs Akkale
Belkıs Akkale (* 1954 in Istanbul, Türkei) ist eine türkische Sängerin und Schauspielerin.

## Leben und Karriere
Schon in frühem Alter hat Belkıs Akkale angefangen zu singen. Ihre Familie kam aus Malatya, zog aber in den 1940er Jahren nach Istanbul, wo Belkis Akkale als zweites Kind der Familie zur Welt kam. Belkıs Akkale nahm im Grundschulalter sieben Jahre Musikunterricht bei Sadi Yaver Atman. Später arbeitete sie mit Adnan Atman in Istanbul zusammen. Im Alter von 20 Jahren machte Mustafa Geceyatmaz ihr ein Angebot, im Ankara Radio als Sängerin zu arbeiten. Bei diesem Sender blieb sie mehr als 6 Jahre. Von 1980 an arbeitete sie zwei Jahre lang beim türkischen Sender TRT, unter anderem als Moderatorin des Morgenprogramms "Mephare Celikli". 1982 schaffte sie mit ihrem Album "Dadey" den Durchbruch. Danach trennte sie sich von TRT. Allerdings ist sie dort heute noch bei senderinternen Auftritten zu sehen.
Im Laufe ihrer Karriere arbeitete sie unter anderem mit folgenden Sängern zusammen: Aşık Mahzuni Şerif, Arif Sağ, Edibe Sulari, Muhlis Akarsu, Müslüm Gürses, Zara und İzzet Altınmeşe.
Das nächste Projekt von Belkıs Akkale wird eine landeseigene Ausgabe von American Idol, bei SU TV zusammen mit Güler Duman, Emre Saltik, Yusuf Hayaloglu und Zafer Gündogdu sein.

## Diskografie

### Alben
| - 1977: Kaldir Nikabini - 1978: Askin Kervani - 1979: Baglandi Yollarim - 1979: Aydil - 1981: Dostlara Selam 1 - 1981: Dostlara Selam 2 - 1982: Dadey - 1983: Sagolun - 1983: Sagolun (Long Play) - 1984: Türkü Türkü Türkiyem 1 - 1985: Türkü Türkü Türkiyem 2 - 1985: Türkü Türkü Türkiyem 2 (Long Play) - 1986: Burcu Burcu Anadolum 1 - 1986: Burcu Burcu Anadolum 2 - 1987: Güvercinim - 1988: Nerdesin - 1988: Türkülerle Anadolum - 1989: Gönül Telinden 1 | - 1989: Gönül Telinden 2 - 1990: Kavustum - 1990: Gül Menevsem - 1991: Merhaba - 1992: Kaynana - Vay Bana - 1992: Vay Bana - 1993: Ben de Yoruldum - 1989: Ezgi Söleni 1 - 1992: Ezgi Söleni 2 - 1995: Geri Gelmiyor - 1995: Al Yanaklim - 1996: Yemen Yolu - 1997: Muhabbet Bagi - 1999: Baris Türküsü - 2001: Özlenenler - 2004: Türk Halk Müzigi Belkis Akkale (Dostlara Selam) - 2007: Aglatan Türküler |

### Kollaborationen
- 1996: Seher Yıldızı (mit Arif Sağ)

### Singles (Auswahl)
- 1986: Bu Gala Daşlı Gala
- 1991: İlvanlım
- 1996: Seher Yıldızı (mit Arif Sağ)
- 1996: Yeşil Ördek (mit Arif Sağ)
- 1996: Kırklar Kapısı (mit Arif Sağ)

## Filmografie

### Filme
- Gelin Oy
- Tapulu Irgat
- Azap
- Karli Diken